# Niwango
Niwango（日语：株式会社ニワンゴ）是一家營運網路影片論壇的公司，總部位於東京都中央區。前身為Dwango旗下子公司，現在已合併經營。